# 风俗论
试论各民族的精神与风俗以及自查理曼至路易十三的历史（法語：Essai sur les mœurs et l'esprit des Nations ），簡稱风俗论，是法国作家、历史学家和哲学家伏尔泰的著作。
伏尔泰写作动机是为沙特萊侯爵夫人学习历史准备一本通俗教材。1739年，部分初稿完成，1740年代在《法兰西信使报》上陆续刊出。沙特萊侯爵夫人死后，伏尔泰不再打算继续写下去。後來有人以《通史概要》为题盗印了伏尔泰的手稿，盗印版本错误百出，还增加了其他人写的一些反王权的段落，這使得伏尔泰非常不滿，伏尔泰打算將未完成的著作完稿。1756年，風俗論首次出版。1765年，伏爾泰發表了《歷史哲學》，後來《歷史哲學》成為《風俗論》的導論。伏尔泰在去世之前一直在完善該著作。 
該著作共有197章。伏爾泰在該著作中主要探討前查理曼時期至路易十四時期的歐洲歷史，並且提到了非西方民族。伏尔泰認為世界的歷史起於東方，他還在書中讚美了英國的君主立憲制、荷蘭以及瑞士的公民自由權，並且對中國讚賞有加，對東方文明褒多於貶。同時伏爾泰還批判了教宗。

## 目錄
第一章-第四章：介紹古代中國和印度的風俗
第五章-第七章：穆罕默德
第八章-第九章：基督教和羅馬教會的成立
第十章-第十二章：基督教成為羅馬帝國的國教以及羅馬帝國的衰落
第十章-第十三章：教宗權力來源
.......
第一九五章：17世紀和18世紀初的中國
第一九六章：17世紀日本的風俗
第一九七章：路易十四之前的歷史概述